# 赫爾松 (浣熊)
赫爾松（羅馬化：Kherson），俄羅斯士兵將之命名為赫爾西（羅馬化：Hersey），是俄羅斯動物園飼養員奧列格·祖布科夫在俄羅斯軍隊撤出該市期間從赫爾松偷走的兩隻浣熊中之一隻。偷竊事件發生後，該浣熊成為網路迷因的素材，被稱為「來自赫爾松的浣熊」（烏克蘭語：єно́т з Херсо́на）。親俄Telegram頻道還專門為該浣熊建立一個頻道。

## 偷竊
2022年11月11日，俄羅斯動物園管理員兼泰加野生動物園園長奧列格·祖布科夫發佈一段影片，名為《我們在赫爾松。奧列格·祖布科夫赤手空拳抓浣熊！！！》。影片中，祖布科夫抓取赫爾松動物園的浣熊，同時也顯示身穿泰加制服的人員將其他動物裝上卡車 。媒體觀察家推測，這些人員正將動物運往泰加野生動物園。祖布科夫後來將影片設為私密，但社群媒體用戶的重新上傳版本仍在網路上流傳。
浣熊事件之所以受到廣泛關注，部分原因是俄羅斯民族主義博主兼詩人安娜·多爾加列娃（Анна Долгарева）在Telegram上炫耀，稱其朋友竊取浣熊是俄羅斯近期失去赫爾松的「唯一好消息」。
幾天後，祖布科夫在接受採訪時表示，赫爾松動物園的動物被帶到俄佔克里米亞，並安置在泰加野生動物園。據他所述，共計兩匹狼、一匹羊駝、一頭驢、七隻浣熊、一些孔雀、珠雞和雉雞被帶走。他將自己的行為稱為是將動物從戰區中「救出」，並承諾在赫爾松恢復和平後將它們歸還。他還表示，他受俄佔赫爾松州州長弗拉基米爾·薩爾多的委託，疏散這些動物。

## 反應

### 烏克蘭

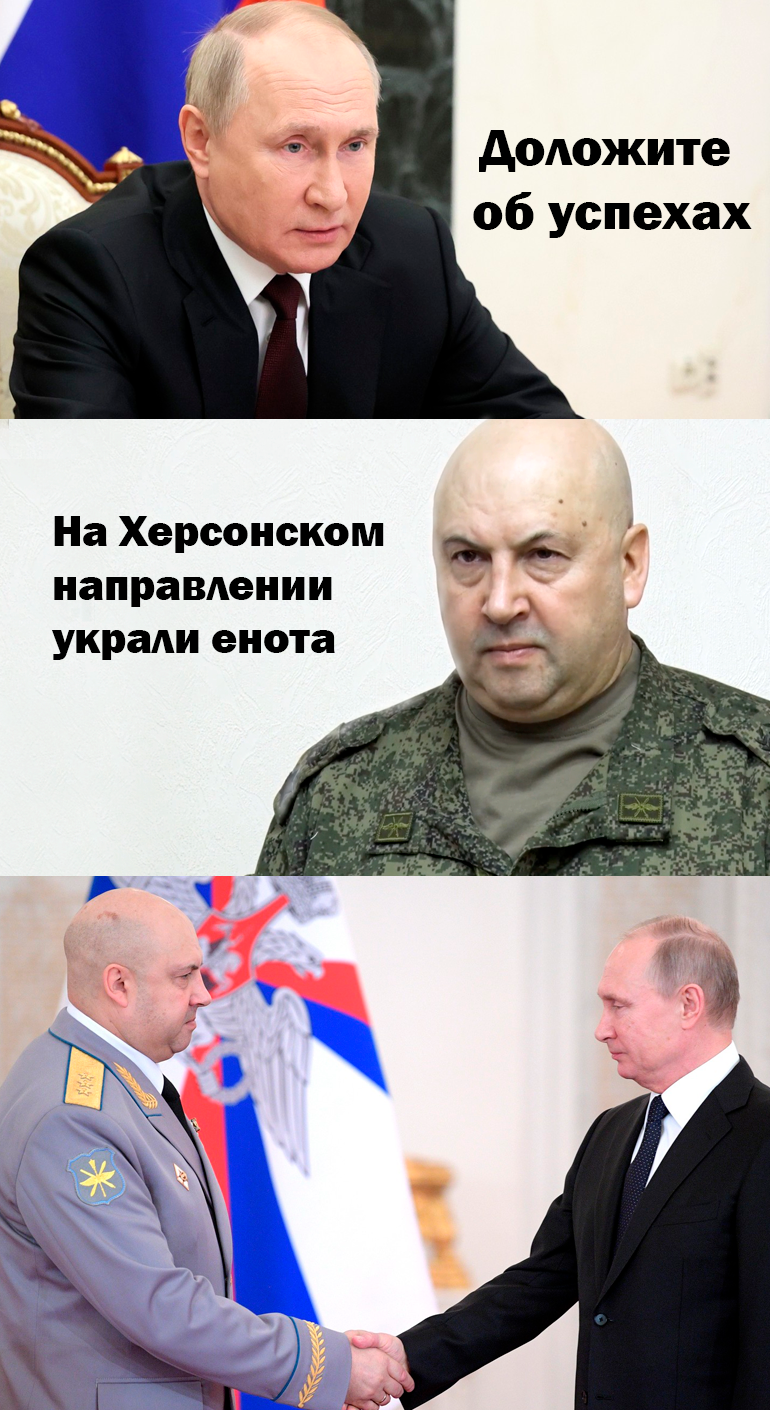
這是一個關於浣熊的迷因。在迷因中，俄羅斯總統弗拉基米爾·普京問他的將軍謝爾蓋·蘇羅維金有什麼軍事上的成就。蘇羅維金回答說「在赫爾松方向偷了一隻浣熊」，然後普京跟他握手祝賀

11月13日，烏克蘭動物福利組織UAnimals的創始人奧列克薩·托多爾丘克宣佈，俄羅斯指揮部從赫爾松動物園偷走浣熊，證實動物被帶到克里米亞的說法。多爾加列娃後來否認偷竊的事實。但她原本的帖子被截圖在社交網站Twitter上瘋傳，引發許多關於浣熊的迷因和笑話。
BBC新聞烏克蘭分部報導指，該浣熊變成戰爭和「俄羅斯軍隊的笑話」的代表，因為大家都覺得他們什麼都偷，連洗衣機、馬桶和動物都不放過。烏克蘭的網友們嘲笑那些親俄的人，說他們對偷走浣熊的事很高興，開玩笑說俄羅斯人在烏克蘭的目的已經不是要佔領這個國家，而是要從動物園偷隻浣熊。他們說，偷走該動物是「俄羅斯特別軍事行動的神聖任務」，還建議給偷浣熊的人頒發獎章，而且做一些迷因，想像俄羅斯總統弗拉基米爾·普京對偷走浣熊的事有什麼反應。有的迷因還說要釋放浣熊，仿照《拯救大兵瑞恩》惡搞成「拯救大兵浣熊」。
烏克蘭敖德薩州軍事管理局發言人謝爾希·布拉楚克挖苦地表示，他們願意拿10名俄羅斯戰俘來交換浣熊。烏克蘭總統府網站上甚至出現一份請願書，建議用敖德薩市的葉卡捷琳娜大帝雕像來交換浣熊，該請願書在2022年11月22日之前已收集到超過6500個簽名。
烏克蘭郵政局的總經理伊霍爾·斯米揚斯基也表示，他們可以發行印有浣熊赫爾松的紀念郵票。赫爾松州議會議員謝爾蓋·科蘭則指出，該浣熊對赫爾松市的象徵意義就如同西瓜一樣重要。

### 俄羅斯
2022年11月22日，俄羅斯電視節目《報導》報導浣熊被帶走的消息，該台主持人宣稱該浣熊是俄羅斯士兵及其勝利的象徵。報導中還使用了正面字眼來形容浣熊，將其比喻成俄羅斯士兵，並表示其名字「赫爾松」是通過網路投票選出的。評論員們指出，浣熊在俄羅斯宣傳中被赋予「神話」般的形象，象徵著俄羅斯軍隊，意在描繪其「敏捷狡猾」，但「外表友善，非侵略性」。有一個親俄Telegram頻道以浣熊命名，該頻道經常發布與浣熊相關的媒體內容，其中一些內容甚至針對兒童。在頻道中，俄羅斯人假裝浣熊發文支持俄羅斯空降兵，並藉由浣熊的影片募集俄羅斯軍隊的資金。他們還帶著浣熊拍攝俄羅斯電視台的宣傳片，將牠帶到前線。俄軍隊甚至將這隻從赫爾松偷來的浣熊「招募」至梅利托波爾大學。
俄羅斯軍方宣稱該浣熊不是從赫爾松動物園偷走，而是看到一隻「被遺棄的孤獨動物」，所以便把它帶走：「我們不會放棄浣熊，浣熊將繼續和我們一起。」俄羅斯士兵將浣熊命名為赫爾西，該浣熊與俄羅斯士兵共同生活在戰壕中，並且喜歡惡作劇，把他們的居住環境弄得一團糟。傘兵指出，他們餵浣熊吃魚、堅果、糖果和葡萄。從赫爾松動物園帶走的其他動物被帶到克里米亞泰加野生動物園，但由於不明原因，浣熊赫爾松仍然由俄羅斯空降軍保有。2022年12月，一段影片顯示弗拉基米爾·薩爾多在試圖拍下自己撫摸浣熊的過程中被其咬傷。
2023年10月，《烏克蘭新聲》報導指，飼養該浣熊的俄羅斯士兵抱怨浣熊被他的助理偷走。這名士兵在「赫爾松浣熊」Telegram頻道上發文說：「很遺憾，赫爾松浣熊計畫要以背叛收場了。」

## 另見
- 赫爾松西瓜
- 子彈 (狗)